# Мейпл-Гайтс (Огайо)
Мейпл-Гайтс (англ. Maple Heights) — місто (англ. city) в США, в окрузі Каягога штату Огайо. Населення — 23 701 особа (2020).

## Географія
Мейпл-Гайтс розташований за координатами 41°24′33″ пн. ш. 81°33′46″ зх. д. / 41.40917° пн. ш. 81.56278° зх. д. (41.409049, -81.562860).  За даними Бюро перепису населення США в 2010 році місто мало площу 13,40 км², з яких 13,40 км² — суходіл та 0,00 км² — водойми.

## Демографія
Згідно з переписом 2010 року, у місті мешкало 23 138 осіб у 9515 домогосподарствах у складі 6035 родин. Густота населення становила 1727 осіб/км².  Було 10894 помешкання (813/км²).
Расовий склад населення:
| - 68,2 % — чорних або афроамериканців - 28,0 % — білих - 1,0 % — азіатів - 0,2 % — корінних американців |

До двох чи більше рас належало 2,1 %. Частка іспаномовних становила 1,5 % від усіх жителів.
За віковим діапазоном населення розподілялося таким чином: 25,1 % — особи молодші 18 років, 61,7 % — особи у віці 18—64 років, 13,2 % — особи у віці 65 років та старші. Медіана віку мешканця становила 39,2 року. На 100 осіб жіночої статі у місті припадало 86,1 чоловіків;  на 100 жінок у віці від 18 років та старших — 80,0 чоловіків також старших 18 років.
Середній дохід на одне домашнє господарство  становив 45 768 доларів США (медіана — 36 774), а середній дохід на одну сім'ю — 52 619 доларів (медіана — 45 343). Медіана доходів становила 38 081 долар для чоловіків та 34 825 доларів для жінок. За межею бідності перебувало 20,8 % осіб, у тому числі 36,1 % дітей у віці до 18 років та 8,8 % осіб у віці 65 років та старших.
Цивільне працевлаштоване населення становило 10 108 осіб. Основні галузі зайнятості: освіта, охорона здоров'я та соціальна допомога — 28,0 %, виробництво — 13,8 %, роздрібна торгівля — 12,5 %.